# 白岩温泉
白岩温泉（しらいわおんせん）は静岡県伊豆市（旧中伊豆町）にある温泉。一部旅行雑誌などでは、「中伊豆温泉」「中伊豆温泉郷」などと案内されることが多い。

## 泉質
ナトリウム - 硫酸塩温泉（低張性・アルカリ性・高温泉）

## 中伊豆温泉一覧
旧中伊豆町内に位置する温泉である。白岩温泉が最初に開発された以降各所で調査が行われ、温泉井戸の開発が広まった。
戦前より開発された修善寺温泉や伊豆長岡温泉などと比べ開発時期が遅く、既に近隣の各温泉地が競って大型旅館やホテルを建設していたことや利便性の観点から開発に遅れ、大型宿泊施設は1件のみ存在するのみであり、温泉街や旅館街は存在しない。
日帰り温泉施設や、民宿、家庭や別荘への温泉配給が主となっている。

### 白岩（しらいわ）温泉
大見川沿いの南岸に開かれた温泉地。旧中伊豆町の中心地にあり、同町最大の温泉地。四十数年前に掘削で温泉が出たことで、数軒の小さな旅館が建ち並ぶ静かな温泉街となっている。初夏にはホタルが舞い、大見川で釣れた鮎料理などが楽しめる。JA静岡厚生連リハビリテーション中伊豆温泉病院も同じ源泉を使っており、リウマチ治療で有名。
旧町役場併設の市営公衆浴場「白岩の湯」があるほか、安価で利用できる「小川温泉公衆浴場」もある。
以前は両方共火曜定休であったが、小川温泉共同浴場は2009年4月より木曜定休に変更された。泉質が違い、地元の通には小川温泉のほうが人気がある。小川温泉は浴槽が狭く熱い。独特のマニアックのB級な雰囲気とご当地ルールがあるため、市の施設である白岩の湯のほうがゆったりできるという人もいる。
また白岩温泉の北側3km離れたの高台に新たにニュータウンとホテル向けに開発された温泉も白岩温泉に含まれる。シダックス経営の中伊豆ワイナリー併設のホテルが利用している他、契約している家庭にも配湯している温泉もある。
| 源泉名                           | 泉温  | 湧出量    | 泉質                               | 深度  | 所在地                         | 備考                                 |
| -------------------------------- | ----- | --------- | ---------------------------------- | ----- | ------------------------------ | ------------------------------------ |
| 白岩1号泉（白岩温泉）            | 55.0℃ | 毎分70.0L | ナトリウム・カルシウムー硫酸塩温泉 | m     |                                |                                      |
| 白岩2号泉（小川温泉）            | 64.7℃ | 毎分 L    | アルカリ性単純温泉                 | m     |                                | 共同浴場「小川温泉共同浴場」等で使用 |
| 白岩3号泉（富士見温泉）          | 57.7℃ | 毎分72.2L | ナトリウム・カルシウムー硫酸塩温泉 | m     | 伊豆市上白岩１３４２−２        | 共同浴場「白岩温泉」等で使用         |
| 白岩5号泉（谷戸峯1号温泉）       | 71.1℃ | 毎分139L  | ナトリウム・カルシウムー硫酸塩温泉 | m     | 伊豆市上白岩1992-6             |                                      |
| 白岩7号泉（日本開発企画1号温泉） | 50.4℃ | 毎分79L   | ナトリウム・カルシウムー硫酸塩温泉 | m     | 34°58'44.5"N 138°59'32.6"E     |                                      |
| 白岩10号泉（希望園温泉）         | 46.7℃ | 毎分243L  | ナトリウム・カルシウムー硫酸塩温泉 | m     | 伊豆市上白岩1519（希望園近く） |                                      |
| 白岩11号泉（谷戸峯2号温泉）      | 68.3℃ | 毎分67L   | ナトリウム・カルシウムー硫酸塩温泉 | m     | 伊豆市上白岩2021-5             |                                      |
| 白岩12号泉（志太温泉）           | 62.0℃ | 毎分75L   | ナトリウム・カルシウムー硫酸塩温泉 | 1200m | 34.976867, 138.988955          | 中伊豆ワイナリーホテル自家源泉       |
| 城1号泉（天狗温泉）              | 45.5℃ | 毎分90L   | ナトリウム・カルシウムー硫酸塩温泉 | m     | 伊豆市城７２６−１              | 天狗の杜自家源泉                     |

### 梅木温泉
白岩温泉に隣接し、白岩南東側の梅木地区で新しく開発された温泉である。民宿などの施設のほか、契約する家庭へも配給されている。
源泉名では分類されているが、白岩温泉と同等として扱われることが多い。民宿3軒、旅館1件がある。
| 源泉名    | 泉温  | 湧出量     | 泉質                               | 深度 | 所在地                                          | 備考                       |
| --------- | ----- | ---------- | ---------------------------------- | ---- | ----------------------------------------------- | -------------------------- |
| 梅木1号泉 | 56.8℃ | 毎分41.7L  | ナトリウム・カルシウムー硫酸塩温泉 | m    | 静岡県伊豆市梅木717                             | 「神代の湯」で使用         |
| 梅木2号泉 | 46.8℃ | 毎分148.0L | ナトリウム・カルシウムー硫酸塩温泉 | m    | 静岡県伊豆市梅木109-6（梅木発電所近く道路沿い） | 梅木地区の民宿、家庭に配給 |

### 柳瀬・八幡温泉
梅木温泉の南東側に開発されたニュータウン「伊豆平パール」の開発温泉である。ニュータウン内に紀州鉄道が運営する宿泊施設1件、他は家庭、別荘向けの供給である。
| 源泉名    | 泉温  | 湧出量    | 泉質                               | 深度 | 所在地                                           | 備考                           |
| --------- | ----- | --------- | ---------------------------------- | ---- | ------------------------------------------------ | ------------------------------ |
| 柳瀬1号泉 | 17.0℃ | 毎分80.0L | 冷鉱泉                             | m    | 34°56'45.0"N 139°00'36.1"E                       | 伊豆平パールタウン向け水道供給 |
| 柳瀬2号泉 | 39.5℃ | 毎分75.0L | ナトリウム・カルシウムー硫酸塩温泉 | m    | 34°56'45.0"N 139°00'36.1"E                       | 伊豆平パールタウン向け温泉供給 |
| 八幡1号泉 | 73.0℃ | 毎分36.0L | ナトリウム・カルシウムー硫酸塩温泉 | m    | 伊豆市八幡1137-2（伊豆平パール管理事務所となり） | 伊豆平パールタウン向け温泉供給 |

### 原保（わらぼ）温泉
大見川の上流部、県道59号線沿いの、原保集落沿いの温泉である。
高度経済成長期には旅館街が広がっていたが、全て営業していない。有料の温泉スタンドがある。
| 源泉名    | 泉温  | 湧出量   | 泉質                                   | 深度 | 所在地 | 備考                                                              |
| --------- | ----- | -------- | -------------------------------------- | ---- | ------ | ----------------------------------------------------------------- |
| 原保1号泉 | 24.7℃ | 毎分130L | 冷鉱泉（メタケイ酸などが基準を満たす） | m    |        | 平成30年頃に25℃を下回った。それ以前はアルカリ性単純温泉であった。 |

### 姫之湯温泉
原保集落の西側の大見川沿いの集落に沸く温泉である。
中伊豆町によって開設されたが、宿泊施設や一般入浴施設などは建設されず、利用施設は老人ホーム1件および、一般家庭向け供給のみ。
| 源泉名      | 泉温  | 湧出量   | 泉質                               | 深度 | 所在地                     | 備考                   |
| ----------- | ----- | -------- | ---------------------------------- | ---- | -------------------------- | ---------------------- |
| 姫之湯1号泉 | 26.8℃ | 毎分140L | ナトリウム・カルシウムー硫酸塩温泉 | m    | 34°55'36.3"N 138°59'27.4"E | 姫之湯地区の家庭に配給 |
| 姫之湯2号泉 | 53.0℃ | 毎分150L | ナトリウム・カルシウムー硫酸塩温泉 | m    | 34°55'36.3"N 138°59'27.4"E | 姫之湯地区の家庭に配給 |

### 冷川（ひえかわ）温泉
冷川集落に沸く温泉である。
古くは、民宿や日帰り入浴施設などがあったが、既に家庭などに改造され面影が無くなっている。
残っていた翠光苑が2011年廃業、ごぜんの湯も2019年頃廃業し、日帰り入浴施設が無くなった。
| 源泉名              | 泉温  | 湧出量  | 泉質                               | 深度 | 所在地              | 備考                                             |
| ------------------- | ----- | ------- | ---------------------------------- | ---- | ------------------- | ------------------------------------------------ |
| 冷川3号泉 ※廃業休止 | 56.3℃ | 毎分90L | カルシウムー硫酸塩温泉             | m    | 伊豆市徳永７１６    | 翠光苑自家源泉。                                 |
| 冷川5号泉 ※廃業休止 | 63.0℃ | 毎分70L | ナトリウム・カルシウムー硫酸塩温泉 | m    | 伊豆市冷川９８９−１ | ごぜんの湯自家源泉。中伊豆地区唯一の採掘自噴泉。 |

## 歴史
1972年（昭和47年） ： 旧中伊豆町が試験掘削を行ったところ温泉掘削に成功。他の伊豆地域の温泉と比べ、新しい温泉である。
2011年（平成23年） ： 翠光苑廃業。
2019年（令和元年） ： ごぜんの湯廃業。
2020年（令和2年） ： 白岩の湯が施設故障のため休業。

## アクセス
- 東海道新幹線三島駅から伊豆箱根鉄道駿豆線、または東京駅から特急踊り子で終点の修善寺駅下車。バスで15分。
- 東名高速道路沼津ICから自動車で1時間。